# Zoran Krasić
Pour les articles homonymes, voir Krasić (homonymie).
Zoran Krasić (en alphabet cyrillique serbe : Зоран Красић), né le 11 mars 1956 à Belgrade (République fédérative socialiste de Yougoslavie) et mort le 12 avril 2018 dans la même ville en Serbie, est un homme politique serbe.

## Biographie
Membre du Parti radical serbe, d'idéologie nationaliste et classé à l'extrême-droite, Zoran Krasić est élu à l'Assemblée de la république fédérale de Yougoslavie en 1992. Réélu en 1996, il entre au gouvernement de coalition de Mirko Marjanović en 1998, avec le portefeuille du Commerce. 
En septembre 2000, il échoue à se faire réélire à l'Assemble de Yougoslavie. En décembre de la même année, il est candidat aux élections législatives serbes, à la vingt-quatrième place sur la liste de son parti, mais seuls les 23 premiers sont élus. En mars 2003, le dirigeant du parti Vojislav Šešelj, accusé de crimes de guerre par le Tribunal pénal international pour l'ex-Yougoslavie, démissionne de son siège de député et Krasić le remplace à l'Assemblée. En décembre de la même année, il est réélu.
À nouveau réélu en 2007 et 2008, il incarne l'aile la plus radicale du parti tout en soutenant activement Šešelj dans le cadre de son procès,. Le parti échoue aux élections de 2011 et 2014, mais fait son retour à l'Assemblée en 2016 et Krasić est élu à nouveau. 